# Cordillera Huayhuash
 Cordillera Huayhuash je horské pásmo v centrální části Peru, severně od Limy.
Je součástí peruánské Západní Kordillery, respektive peruánských And. Nejvyšší horou pohoří je jedna z nejvyšších hor And Yerupajá (6 617 m). K dalším nejvyšším vrcholům pohoří náleží Siula Grande (6 344 m) a Nevado Sarapo (6 127 m).
Cordillera Huayhuash je považovaná za druhé nejpůsobivější horské pásmo v Peru po pohoří Cordillera Blanca.

## Geografie
Cordillera Huayhuash leží jižně od horského pásma Cordillera Blanca. Hlavní hřeben pohoří s několika zaledněnými vrcholy přes 6 000 metrů se rozkládá ve směru sever-jih a má délku 30 kilometrů. Od hlavního hřebene, ve směru západ-východ, vybíhají nižší hřbety rozdělené hlubokými údolími. V horních částech údolí leží ledovce a tyrkysově zbarvená jezera. V pohoří se nachází celkem šest šestitisícovek.